# Chloridolum elegantissimum
Chloridolum elegantissimum là một loài bọ cánh cứng trong họ Cerambycidae.